# Dulce María Loynaz
Dulce María Loynaz, née le 10 décembre 1902 à La Havane à Cuba et morte le 27 avril 1997 dans la même ville, est une poétesse cubaine. Elle a reçu le prix Cervantes en 1992.

## Biographie
Dulce María Loynaz Muñoz naît au sein d'une famille appartenant à la bourgeoisie libérale. Elle obtient en 1927 un doctorat en droit civil à l'université de La Havane et exerce ensuite la profession d'avocate. Elle fait la connaissance, en 1930, de Federico García Lorca, qui réside dans la demeure de sa famille lors de son séjour à Cuba. Elle se lie par la suite d'amitié avec le poète espagnol Juan Ramón Jiménez.
Elle est élue membre de l'académie des Arts et Lettres de Cuba en 1951, et de l'Académie cubaine de la langue, dont elle devient présidente, en 1959.

## Œuvre
Dulce María Loynaz commence très jeune à écrire de la poésie. Ses premiers poèmes paraissent dans le journal La Nación de La Havane en 1919 ; elle est ensuite publiée dans plusieurs anthologies de la poésie cubaine. Un voyage autour de la Méditerranée, commencé en 1929, la conduit en Égypte, où elle découvre le tombeau de Toutânkhamon. Fascinée par le pharaon, elle lui écrit à cette occasion une lettre d'amour, sous la forme d'un poème, Carta de amor a Tut-Ank-Amen. 
En 1938 paraît son premier recueil, Versos. 1920-1938.
Dulce María Loynaz est l'auteur d'un pamphlet, Les Corridas à Cuba, contre l'instauration de la tauromachie sur l'île, paru en 1950.

## Liste partielle des œuvres

### Poésie
- Canto a la mujer estéril (1937).
- Versos. 1920-1938 (1938).
- Carta de amor a Tut-Ank-Amen (1938).
- Juegos de agua (1947).
- Poemas sin nombre (1953).
- Dos poemas inéditos (1958).
- La Novia de Lázaro. Fragmentos (1991).

### Prose
- Les Corridas à Cuba (1950)
- Jardin (roman, 1951)